# Budapesti Egyetemi Katolikus Gimnázium
A Budapesti Egyetemi Katolikus Gimnázium, Budapest legrégebbi, török kor utáni középiskolája. Széchényi György hercegprímás, esztergomi érsek alapította, 1687-ben, Academicum et Universitatis Collegium néven. A gimnázium jelenleg 12–18 éves korú fiatalokat nevel, vallásos szellemben, koedukált osztályokban, a Várnegyedben, a Szabó Ilonka u. 2–4. sz. alatt.

## Története
A Budapesti Egyetemi Katolikus Gimnázium a főváros legrégibb középiskolája. Széchényi György esztergomi érsek 1687. március 19-i alapítólevelére támaszkodva, decemberben nyílt meg a Jézus Társasága budavári gimnáziumaként. Eredeti neve Academicum et Universitatis Collegium volt. Első hajléka a Budavári Nagyboldogasszony-templom (Mátyás-templom) melletti épület – a mai Hilton szálló helyén – volt. 1698-ban vált teljes 6 osztályúvá.
1773-ban – a jezsuita rend feloszlatásakor, az uralkodó főkegyúri joga alapján – királyi katolikus gimnáziummá alakult; világi papok és tanárok vették át benne a tanítást. 1776-ban a Ratio Educationis – az 1777-ben Budára helyezett Tudományegyetemhez kapcsolva – egyetemi főgimnázium rangjára emelte. Így működött 1784-ig. Az Egyetem Pestre költöztetésekor Budán maradt.
1832-től 1851-ig a piaristák vezetése alá került. Eközben 1844-től a törvényi előírást követve tanítási nyelve latin helyett magyar lett. A neoabszolutizmus idején (1851–61 között) admonti bencések irányította nyolc évfolyamú, német nyelvű főgimnáziumként működött, amely az új tanrendek megfelelően érettségit is adott. 1861-ben ismét magyar nyelvű főgimnáziummá alakult, mígnem 1876-tól a Budapesti Királyi Egyetemi Katolikus Gimnázium elnevezést kapta.
Pénzügyi fenntartója a Széchényi prímás által a jezsuitáknak tulajdoni átruházás nélkül (kezelésre) adott – 1773 után a Mária Terézia-féle központi tanügyi pénzalapba, majd 1780-tól az ezen belül elkülönülő Egyetemi-, 1866-tól pedig (az egykori tanítvány) Eötvös József kultuszminiszter személyes gondoskodásának köszönhetően a Tanulmányi Alapba eredeti jogi státusszal bevitt – százezer forint értékű érseki vagyon volt.
A változó oktatási törvényeket követve 1924-től reálgimnáziummá, 1934-től újból gimnáziummá alakult át.

### Felszámolása
1946-ban – a köztársaság megalakulásával – elnevezéséből törölték a „királyi” jelzőt, neve „Budapesti II. kerületi Egyetemi Katolikus Gimnázium" lett. Az 1948-ban, az egyházi iskolák államosításával egyiedejűleg – megszüntették katolikus jellegét és pedagógiai alapállását. 1948/1949-ben „Budapesti II. kerületi Állami Egyetemi Gimnázium” néven működött, miközben 1948. december végén a még mindig romos Ilona utcai épületbe költöztették az államosított Budapesti Érseki Katolikus Gimnáziumot, (amelynek új neve 1948 szeptemberétől II. Kerületi Állami Rákóczi Ferenc Gimnázium és Általános Iskola lett, és hozzácsatolták az önálló épület nélküli Mátyás király gimnáziumot is), délelőtti-délutáni tanítással. A tanév végén, 1949-ben a minisztérium az Egyetemi Gimnáziumot is beolvasztotta a Rákóczi Gimnáziumba, amely 1950-ben visszaköltözött a korábbi Érseki Katolikus Gimnázium épületébe (Keleti Károly utca). Attól fogva több évtizeden át a II. Rákóczi Ferenc Gimnázium ápolta némileg az egyetemi gimnázium hagyományait.
Az Ilona (1946-tól Szabó Ilonka) utcai iskolaépületet után viszont 1950 után a Vági István (később Schulek Frigyes) Építőipari Szakközépiskola foglalta el.

### Újraindulása
A keresztény alapokon oktató és nevelő gimnázium közel fél évszázad után, 1997-ben indult újra, az Esztergom-Budapesti Főegyházmegye fenntartásában. Az egyházi ingatlanok tulajdoni helyzetének rendezéséről szóló 1991. évi XXXII. törvény alapján a területileg illetékes Főegyházmegye még abban az évben igényelte a  a Szabó Ilonka utca 2-4. alatti épület tulajdonjogát is, de az ingatlant 1978 óta kezelő Fővárosi Önkormányzat pert kezdeményezett. A Főegyházmegye tehát csak négyéves tárgyalási sorozat után, 1997 februárjában vált az épület tulajdonosává, és azt teljes egészében csak 2000 augusztusában kapta meg, mikor a Schulek Frigyes Építőipari Szakközépiskola végleg kiköltözött.
A gimnázium 2001-től az alapítójáról elnevezett diákotthoni (kollégiumi) tagozattal egészült ki.

## Épülete
A gimnázium a jezsuita időkben a Szentháromság tér és a Kollégium uta (Collegium Gasse, később Hess András tér) sarkán állt, majd a – a királyi várpalotában (az Egyetemmel közösen) való hét évi működésétől eltekintve – a mai Hess András térnek mind a négy sarkán álló épületekben talált elhelyezést, közel két évszázadig. Utoljára a tér keleti oldalán, a középkori domonkos templom tornyától északra (a későbbi Hilton szálló északi része helyén) működött.
A várbeli telek szűkössége miatt 1872-ben a Vallás- és Közoktatásügyi Minisztérium úgy döntött, hogy a gimnáziumot a Várhegy Duna-felőli oldalába, az akkor még beépítetlen Ilona utcába költözteti. Az új, impozánsnak szánt épület megtervezésére meghívásos pályázatot hirdettek, amelyen Diescher József, Lippert József, Szkalnitzky Antal  és Ybl Miklós vettek részt. Végül Lippert József és a vele társult bécsi Friedrich von Schmidt neoreneszánsz stílusú tervét fogadták el. Ez lett a gimnázium hatodik hajléka, amely négy év alatt, 1876 nyarára készült el. Mivel a munkálatok még szeptemberben is folytak, a tanítás abban az évben csak szeptember hó 12-én kezdődött.
Az épület a második világháború alatt, 1944/1945. telén több hétre Budapest ostromának frontvonalába került, és súlyos károkat  szenvedett. Berendezése, szertárai még anyaköbyvei is elpusztultak. Az újjáépítés során az épület jelentősen egyszerűsített formát kapott.

## Művelődéstörténeti jelentősége
- növendékei tartották az első újkori színelőadásokat Budán, 1751-től már magyar nyelvű darabokkal
- tanárai tervezték Buda első modern vízvezetékét, a Szentháromság emlékművet és a mai Hilton szálló épületét
- a török kiűzését követően ezt volt a mai Budapest területén
  - a) az első, és 1717-ig az egyetlen működő közép- és felsőfokú oktatási intézmény
  - b) itt alapították az első gimnáziumi Magyar Nyelv és Irodalom Tanszéket (1843)
  - c) a gimnázium volt az első magyar iskolai futballmérkőzés lebonyolítója (1885)
  - d) az első cserkészcsapat megalakítója (1909–11)

## Igazgatói
- Molnár János SJ 1776–1784[3]
- Szerdahelyi György SJ 1784–1795[4]
- Szunerics Márton SJ 1795–1805†
- Korbély Antal 1805–1831. nov. 22.
- Nagy Péter SchP ideiglenes igazgató, 1831. nov. 23.–1832. febr. 6.
- Spányik Glicér SchP 1832. febr. 6.–1840
- Gruber György SchP 1840–1847
- Nagy Péter SchP 1847–1848
- Windisch (Vashegyi) Alajos SchP, 1848. okt. –1849. febr. 23.
- Nagy Péter SchP 1849–1850
- Gruber György SchP 1850–1851
- Theodor Gassner OSB 1851–1861. márc. 2.
- Lutter Nándor SchP 1861–1884
- Schmidt József ideiglenes 1884
- Lutter János 1884–1895
- Demeczky Mihály 1895–1907
- Szölgyémy Ferenc 1907–1919. ápr.
- Surányi Károly 1919. ápr.–aug. 8.
- Usetty Ferenc 1919. aug. 8.–1923. júl. 15.† – nemzetgyűlési képviselősége alatt: 
  - Nikolics Ignác helyettes igazgató, 1920-1922
  - Bartha József helyettes igazgató 1922–1923
- Kováts Gyula 1923. szept. 1.–okt. 31.
- Bartha József helyettes igazgató 1923. okt. 31.–1924- márc. 27.
- Pongrácz Alajos 1924. márc. 27.–1933. júl. 1.
- Horváth Jenő 1933. júl. 1.–1940
- Szabó Kálmán 1940–1949

[államosítás]
- Nagy István 1997–2001
- Endrédi Józsefné 2001–

## Volt növendékei
- Csáky István gróf, külügyminiszter
- Eötvös József báró, író és államtudós, az első magyar kultuszminiszter
- Fináczy Ernő, a magyar és az egyetemes pedagógiatudomány nagy alakja
- Gelsey Vilmos bankár
- Gyulay Ágost, a magyar és az egyetemes pedagógiatudomány nagy alakja
- Hollósy-Vadász Gábor pszichológus
- József Ferenc királyi herceg, József nádor dédunokája
- Kállay Miklós miniszterelnök
- Keleti Károly közgazdász, az Országos Magyar Királyi Statisztikai Hivatal megszervezője
- Kitaibel Pál, a Fővárosi Állat- és Növénykert igazgatója
- Koncság Nándor jezsuita felfedező és hittérítő, aki elsőként térképezte fel a Colorado torkolatvidékét és a Kaliforniai-félszigetet
- Lónyay Menyhért, a Magyar Tudományos Akadémia elnöke, pénzügyminiszter
- Lutter Tibor irodalomtörténész
- Márai Sándor író
- Nagysándor József honvédtábornok, aradi vértanú
- Nádler Herbert, a Fővárosi Állat- és Növénykert igazgatója
- Pauler Tivadar, vallás- és közoktatásügyi-, majd igazságügy-miniszter
- Pattantyús-Ábrahám Géza, a Műegyetem világhírű tanára
- Pongrácz Zoltán zeneszerző
- Prohászka Lajos, a magyar és az egyetemes pedagógiatudomány nagy alakja
- Semmelweis Ignác, „az anyák megmentője”, a gyermekágyi láz ellenszerének felfedezője
- Széchenyi Zsigmond gróf, Afrika-kutató, vadász, író
- Török Ignác honvédtábornok, aradi vértanú
- Victor Babeș román orvosprofesszor, a kolozsvári Babeș–Bolyai Tudományegyetem Bolyai János melletti társnévadója
- Wälder Gyula, a Műegyetem tanára

Lásd még: Az Egyetemi Katolikus Gimnázium diákjai